# 鮑爾斯 (印第安納州)
鮑爾斯（英語：Powers）是位於美國印地安納州傑伊縣的一個非建制地區。該地的面積和人口皆未知。